# Six Pack – Die A Cappella Comedy Show
Six Pack – Die A Cappella Comedy Show ist ein sechsköpfiges A-Cappella-Ensemble. Die Gruppe wurde 1990 in Bayreuth gegründet.

## Bandgeschichte
Das Ensemble besteht aus Johannes Betz, Markus Burucker, dem Countertenor Bernd Esser, Lars Kienle, Markus Lohmüller und Chris Strobler. Im Mittelpunkt stehen Gesang, Improvisation und Comedy. In den Stücken werden verschiedene Elemente aus Klassik, Pop und Schlager vereint. 
Six Pack entstand 1990 aus einem Zusammenschluss von Studenten und hat sich zu einer anerkannten Gruppe der Kleinkunst- und A-Cappella-Szene entwickelt.
Die sechs A-Cappella-Sänger touren durch Deutschland und das benachbarte Ausland. Sie traten unter anderem 2006 in der Hägeschmiede auf, 2012 in Süßen, 2018 im Burgbachkeller (Schweiz), 2016 in Veitshöchheim und 2020 in Bayreuth, auf den Bühnen des Theaters Fifty-Fifty (Erlangen), des Spectaculum Mundi (München), in den Kammerspielen Ansbach und im Hubertussaal Nürnberg.

## Shows
Quelle: Six Pack
- 1991 „Der Sing des Lebens“
- 1993 „Die Strutn verlassen das singende Schiff“
- 1997 „Die Rückkehr der Raumpfleger“
- 1999 „Erbrochenes aus wunden Kehlen“
- 2000 „Der Klempner von Rotterdam“
- 2002 „Wirsing querbeet“
- 2002 „Die Meistersinger von Eschnapur“
- 2005 „15 Jahre Sing Sing – Best of“
- 2009 „Williams Christ Superstar“
- 2012 „Die hänselnde Gretel“
- 2015 „Tschingderassabumm“
- 2018 „Goldsinger – Ein Agentenbrüller“
- 2024 „Zukunftsmusik – Das Beste von Gestern“

## Diskographie
Quelle: Six Pack
- 1992: CD N’mBA oder: Die Strutn verlassen das singende Schiff
- 1996: CD Megakerls
- 1998: CD Erbrochens aus wunden Kehlen
- 2000: CD Der Klempner von Rotterdam
- 2003: CD ÅHØ
- 2010: CD Best Of
- 2013: CD Tschingderassabumm
- 2020: CD BOTOXUNDBEATBOX

## Auszeichnungen
- 2009: Kulturpreis der Stadt Bayreuth für außergewöhnliche Leistungen auf kulturellem Gebiet[8]
- 2011: Künstler des Monats Oktober der Europäischen Metropolregion Nürnberg[8]